# Dirección General de Transformación Digital de la Administración de Justicia
La Dirección General de Transformación Digital de la Administración de Justicia de España es el órgano directivo del Ministerio de la Presidencia, Justicia y Relaciones con las Cortes, adscrito a la Secretaría General para la Innovación y Calidad del Servicio Público de Justicia, que se encarga de impulsar la modernización y digitalización de la Administración de Justicia.

## Historia
La historia de esta dirección general se remonta al año 2001. En mayo de ese año, los dos principales partidos del Congreso de los Diputados —Partido Popular y Partido Socialista, que agrupaban el 90% de los escaños— firmaron un Pacto de Estado para la reforma de la Justicia que tenía como objetivo «despolitizar la justicia y acercarla al ciudadano». Esto se haría mediante la modificación de una veintena de leyes para modificar las competencias de los altos tribunales, introducir criterios de productividad en las retribuciones de jueces y fiscales e informatizar y reorganizar la oficina judicial para agilizar los procesos.
Para dar cumplimiento a este pacto, en noviembre de 2001 se crea directamente dependiente de la SEJUS la Dirección General para la Modernización de la Administración de Justicia «para la planificación y coordinación de las distintas políticas públicas y actuaciones administrativas relativas a la modernización de la Administración de Justicia, así como para la progresiva implantación en su organización de las nuevas tecnologías de la información y las comunicaciones, uno de los grandes ejes del programa de acción del Departamento para los próximos años»
El nuevo gobierno en 2004 consideró innecesaria una dirección general independiente para estas funciones y las integró en la Dirección General de Relaciones con la Administración de Justicia. Esta decisión fue revertida en la legislatura siguiente recuperando la dirección general que ahora pasaba a depender de la Secretaría General de Modernización y Relaciones con la Administración de Justicia.
Se suprimió de nuevo en 2012, pasando sus funciones a la SGAJ, a la Subsecretaria y a la DGRN y se volvió a recuperar en 2018 bajo la denominación de Dirección General de Modernización de la Justicia, Desarrollo Tecnológico y Recuperación y Gestión de Activos, asumiendo no solo sus funciones tradicionales sino también las funciones de la ORGA creada en 2015.
En 2020 se renombró como Dirección General de Transformación Digital de la Administración de Justicia y sufrió importantes cambios. En primer lugar, mantuvo sus funciones relativas a la modernización y desarrollo tecnológico de la Administración de Justicia, más enfocados en la transformación digital. Por otra parte, dejó de actuar como Oficina de Recuperación y Gestión de Activos, funciones que pasaron la Dirección General de Seguridad Jurídica y Fe Pública. Estos dos cambios tuvieron reflejo en la estructura del órgano directivo, que pasó de cinco a dos subdirecciones generales.
En abril de 2022, sufrió otra importante reforma. Se suprimieron las dos subdirecciones generales que tenía (Planificación y Gestión de la Transformación Digital y Desarrollo e Implantación de Servicios Digitales) siendo reemplazadas por otras dos (Impulso e Innovación de los Servicios Digitales de Justicia y Calidad de los Servicios Digitales, Ciberseguridad y Operaciones) que se repartieron las competencias de las anteriores así como otras que asumieron de la División de Tecnologías y Servicios Públicos Digitales de la Subsecretaría, concentrando así en esta Dirección General todas las competencias relativas a la transformación digital de la Justicia.

## Estructura y funciones
De esta Dirección General dependen los siguientes órganos, a través de los cuales ejerce sus funciones:
- La Subdirección General de Impulso e Innovación de los Servicios Digitales de Justicia, a la que le corresponde planificar y gestionar los proyectos de transformación digital en el ámbito de la Administración de Justicia, así como la coordinación de las actuaciones en esta materia con otras administraciones, órganos del Estado, corporaciones profesionales e instituciones públicas; fomentar la innovación, la coordinación en materia de tecnologías de la información y garantizar la interconexión e interoperabilidad de datos, aplicaciones y sistemas; la planificación y ejecución presupuestaria en materia de transformación digital, así como la ejecución y el seguimiento contable asociado; el impulso de los expedientes de contratación y seguimiento contractual de los acuerdos de niveles de servicio; la definición de nuevos servicios digitales o la evolución de los ya existentes, así como su diseño, desarrollo y mantenimiento; la gestión integral de los Registros Administrativos de Apoyo a la Actividad Judicial y el desarrollo de su interconexión internacional; y la colaboración en la definición y puesta en marcha de las iniciativas de la Secretaría de Estado de Justicia en materia de datos y análisis de los mismos, así como en la gobernanza operativa de los servicios digitales relacionados con la analítica de los datos y la inteligencia artificial.
- La Subdirección General de Calidad de los Servicios Digitales, Ciberseguridad y Operaciones, a la que corresponde la planificación estratégica y de innovación en materia de infraestructuras, sistemas y comunicaciones; el diseño, gestión y mantenimiento de una infraestructura tecnológica que garantice la seguridad operativa, que dé soporte al desarrollo y a la explotación de los servicios digitales implantados por la Secretaría de Estado de Justicia y que permita la interconexión e interoperabilidad de aplicaciones, datos y sistemas; la definición, puesta en marcha y seguimiento del Plan de Seguridad Tecnológico dentro del ámbito de competencias de la Secretaría de Estado de Justicia; la elaboración, mantenimiento y aseguramiento de la Calidad del Catálogo de Servicios Digitales de la Administración de Justicia y del Catálogo de Servicios Digitales en el ámbito de competencias de la Secretaría de Estado de Justicia; y la gestión integral del soporte a usuarios y sedes que garantice un puesto de trabajo digital acorde a las necesidades del mismo, así como la coordinación de la capacitación en competencias digitales del personal correspondiente.

Asimismo, existe una División de Servicios Digitales Departamentales, con nivel inferior a subdirección general, a la que le corresponde la gestión y ejecución de los proyectos de transformación digital y su coordinación con sus diferentes organismos, así como el diseño, desarrollo y mantenimiento de aplicaciones y servicios digitales creados o implantados en el ámbito de competencias de la Secretaría de Estado, entre otras.

## Directores generales
- Alberto Dorrego de Carlos (2001-2004)
- María Pilar Rodríguez Fernández (2008-2009)
- José de la Mata Amaya (2009-2011)
- Sofía Duarte Domínguez (2018-2020)[11]
- Aitor Cubo Contreras (2020-)[12]